# Патрик Шик
Патрик Шик (чеськ. Patrik Schick; нар. 24 січня 1996, Прага) — чеський футболіст, центральний нападник німецького клубу «Баєр 04» і національної збірної Чехії.

## Клубна кар'єра
У дорослому футболі дебютував 2014 року виступами за команду клубу «Спарта» (Прага), в якій протягом сезону взяв участь у 4 матчах чемпіонату.
Влітку 2015 року 19-річного нападника було віддано в оренду до «Богеміанс 1905», де він вже регулярно потрапляв до основного складу команди. Відіграв за сезон 27 матчів в національному чемпіонаті, в яких 7 разів відзначався голами.
У 2016 році був проданий до італійської Сампдорії, за яку відіграв 32 матчі, забив 11 голів і віддав 3 гольові передачі.
Літом 2017 року до гравця мав предметний інтерес туринський «Ювентус», проте при медичному огляді у Шика були виявлені проблеми із серцем і трансфер не відбувся. Втім, під час цього ж трансферного вікна гравець перейшов на умовах оренди до римської «Роми». Орендна угода передбачала зобов'язання римського клубу викупити права на гравця у випадку досягнення ним обумовлених угодою спортивних результатів.
У вересні 2019 року Патрик Шик на правах оренди до завершення сезону 2019/20 перейшов до німецького «РБ Лейпцига», в якому відзначився десятьма голами у 28 іграх в рамках усіх турнірів.
8 вересня 2020 року за 26,5 мільйона євро (плюс можливі бонуси) перейшов до клубу «Баєр 04», з яким уклав п'ятирічний контракт.
20 грудня 2023 року в матчі Бундесліги проти «Бохума» оформив хет-трик всього лише за 16 хвилин першого тайму. Цей хет-трик став другим для нього в Бундеслізі (в 97-му матчі).
23 листопада 2024 року в матчі проти «Гайденгайма» оформив третій хет-трик, гра завершилась з рахунком 5–2 на користь «фармацевтів». 21 грудня 2024 в матчі проти «Фрайбурга» Патрик став автором покеру, матч завершився перемогою «чорно-червоних» з рахунком 5–1.

## Виступи за збірні
2012 року дебютував у складі юнацької збірної Чехії для гравців до 16 років. Згодом грав за збірні старших вікових категорій, загалом взяв участь у 30 іграх на юнацькому рівні, відзначившись 14 забитими голами.
2015 року почав залучатися до складу молодіжної збірної Чехії, де відразу став основною ударною силою команди — за свої перші 7 матчів «молодіжки» забив 8 голів, щоправда, 5 з них прийшлися на дві гри відбору до молодіжного Євро-2017 проти збірної Мальти.
У травні 2016 року головний тренер основної збірної Чехії Павел Врба включив Шика, який на той час жодного разу за неї не грав, до розширеної заявки національної команди для участі у фінальній частині Євро-2016. Дебютував за національну команду у грі проти Мальти в рамках підготовки до континентальної першості, в якій став автором одного з шести голів своєї команди. Утім до остаточної заявки на тогорічний турнір не потрапив.
У кваліфікаційному турнірі молодіжного чемпіонату Європи 2017, став найкращим бомбардиром з 10 голами.

## Статистика виступів

### Статистика клубних виступів
Станом на 11 липня 2023
| Сезон               | Команда             | Чемпіонат           | Чемпіонат | Чемпіонат | Національний кубок | Національний кубок | Національний кубок | Континентальні кубки | Континентальні кубки | Континентальні кубки | Інші змагання | Інші змагання | Інші змагання | Усього | Усього |
| Сезон               | Команда             | Ліга                | Ігор      | Голів     | Ліга               | Ігор               | Голів              | Ліга                 | Ігор                 | Голів                | Ліга          | Ігор          | Голів         | Ігор   | Голів  |
| ------------------- | ------------------- | ------------------- | --------- | --------- | ------------------ | ------------------ | ------------------ | -------------------- | -------------------- | -------------------- | ------------- | ------------- | ------------- | ------ | ------ |
| 2013–14             | «Спарта» (Прага)    | 1Л                  | 2         | 0         | КЧ                 | 1                  | 0                  | -                    | -                    | -                    | -             | -             | -             | 3      | 0      |
| 2014–15             | «Спарта» (Прага)    | 1Л                  | 2         | 0         | КЧ                 | 3                  | 1                  | ЛЧ+ЛЄ                | 0+2                  | 0                    | -             | -             | -             | 7      | 1      |
| Усього за «Спарту»  | Усього за «Спарту»  | Усього за «Спарту»  | 4         | 0         |                    | 4                  | 1                  |                      | 2                    | 0                    |               | -             | -             | 10     | 1      |
| 2015–16             | «Богеміанс 1905»    | 1Л                  | 27        | 7         | КЧ                 | 1                  | 0                  | -                    | -                    | -                    | -             | -             | -             | 28     | 7      |
| 2016–17             | «Сампдорія»         | A                   | 32        | 11        | КІ                 | 3                  | 2                  | -                    | -                    | -                    | -             | -             | -             | 35     | 13     |
| 2017–18             | «Рома»              | A                   | 22        | 2         | КІ                 | 1                  | 1                  | ЛЧ                   | 3                    | 0                    | -             | -             | -             | 26     | 3      |
| 2018–19             | «Рома»              | A                   | 24        | 3         | КІ                 | 2                  | 2                  | ЛЧ                   | 6                    | 0                    | -             | -             | -             | 32     | 5      |
| Усього за «Рому»    | Усього за «Рому»    | Усього за «Рому»    | 46        | 5         |                    | 3                  | 3                  |                      | 9                    | 0                    |               | -             | -             | 58     | 8      |
| 2019–20             | «РБ Лейпциг»        | БЛ                  | 22        | 10        | КН                 | 1                  | 0                  | ЛЧ                   | 5                    | 0                    | -             | -             | -             | 28     | 10     |
| 2020–21             | «Баєр 04»           | БЛ                  | 29        | 9         | КН                 | 2                  | 1                  | ЛЄ                   | 5                    | 3                    | -             | -             | -             | 36     | 13     |
| 2021-22             | «Баєр 04»           | БЛ                  | 27        | 24        | КН                 | 1                  | 0                  | ЛЄ                   | 3                    | 0                    | -             | -             | -             | 31     | 24     |
| 2022-23             | «Баєр 04»           | БЛ                  | 14        | 3         | КН                 | 1                  | 1                  | ЛЧ+ЛЄ                | 5+3                  | 0+0                  | -             | -             | -             | 20     | 4      |
| Усього за «Баєр 04» | Усього за «Баєр 04» | Усього за «Баєр 04» | 70        | 36        |                    | 4                  | 2                  |                      | 16                   | 3                    |               | -             | -             | 90     | 41     |
| Усього за кар'єру   | Усього за кар'єру   | Усього за кар'єру   | 201       | 69        |                    | 16                 | 8                  |                      | 32                   | 3                    | -             | -             | -             | 249    | 80     |

### Статистика виступів за збірну
Станом на 28 вересня 2020
| Дата       | Місто            | Господарі  | Результат | Гості             | Турнір                               | Голи | Примітки |
| ---------- | ---------------- | ---------- | --------- | ----------------- | ------------------------------------ | ---- | -------- |
| 27-5-2016  | Куфштайн         | Мальта     | 0 – 6     | Чехія             | товариський матч                     | 1    | 66'      |
| 11-10-2016 | Острава          | Чехія      | 0 – 0     | Азербайджан       | Відбір до ЧС 2018                    | -    | 66'      |
| 11-11-2016 | Прага            | Чехія      | 2 – 1     | Норвегія          | Відбір до ЧС 2018                    | -    | 81'      |
| 5-6-2017   | Брюссель         | Бельгія    | 2 – 1     | Чехія             | товариський матч                     | -    | 64'      |
| 10-6-2017  | Осло             | Норвегія   | 1 – 1     | Чехія             | Відбір до ЧС 2018                    | -    | 64'      |
| 23-3-2018  | Нанкін           | Уругвай    | 2 – 0     | Чехія             | товариський матч                     | -    |          |
| 26-3-2018  | Нанкін           | КНР        | 1 – 4     | Чехія             | товариський матч                     | 1    | 46'      |
| 1-6-2018   | Санкт-Пельтен    | Австралія  | 4 – 0     | Чехія             | товариський матч                     | -    | 75'      |
| 6-6-2018   | Швехат           | Нігерія    | 0 – 1     | Чехія             | товариський матч                     | -    | 69'      |
| 6-9-2018   | Угерске Градіште | Чехія      | 1 – 2     | Україна           | Ліга націй УЄФА 2018-2019 - 1-й етап | 1    | 83'      |
| 13-10-2018 | Трнава           | Словаччина | 1 – 2     | Чехія             | Ліга націй УЄФА 2018-2019 - 1-й етап | 1    | 73'      |
| 16-10-2018 | Київ             | Україна    | 1 – 0     | Чехія             | Ліга націй УЄФА 2018-2019 - 1-й етап | -    | 73'      |
| 15-11-2018 | Гданськ          | Польща     | 0 – 1     | Чехія             | товариський матч                     | -    | 77'      |
| 19-11-2018 | Прага            | Чехія      | 1 – 0     | Словаччина        | Ліга націй УЄФА 2018-2019 - 1-й етап | 1    | 82'      |
| 22-3-2019  | Лондон           | Англія     | 5 – 0     | Чехія             | Відбір до ЧЄ 2020                    | -    | 53' 82'  |
| 26-3-2019  | Прага            | Чехія      | 1 – 3     | Бразилія          | товариський матч                     | -    | 53'      |
| 7-6-2019   | Прага            | Чехія      | 2 – 1     | Болгарія          | Відбір до ЧЄ 2020                    | 2    | 78'      |
| 10-6-2019  | Оломоуць         | Чехія      | 3 – 0     | Чорногорія        | Відбір до ЧЄ 2020                    | 1    | 23' 88'  |
| 7-9-2019   | Приштина         | Косово     | 2 – 1     | Чехія             | Відбір до ЧЄ 2020                    | 1    | 61'      |
| 10-9-2019  | Подгориця        | Чорногорія | 0 – 3     | Чехія             | Відбір до ЧЄ 2020                    | -    | 90+2'    |
| 11-10-2019 | Прага            | Чехія      | 2 – 1     | Англія            | Відбір до ЧЄ 2020                    | -    | 65'      |
| 14-10-2019 | Прага            | Чехія      | 2 – 3     | Північна Ірландія | товариський матч                     | -    | 66'      |
| Усього     |                  | Матчів     | 22        |                   | Голів                                | 9    |          |

| Дата       | Місто              | Господарі  | Результат | Гості      | Турнір                             | Голи | Примітки |
| ---------- | ------------------ | ---------- | --------- | ---------- | ---------------------------------- | ---- | -------- |
| 4-9-2015   | Яблонець-над-Нисою | Чехія      | 4 – 1     | Мальта     | Кваліфікація молодіжного Євро-2017 | 2    | 82'      |
| 8-9-2015   | Єлгава             | Латвія     | 1 – 1     | Чехія      | Кваліфікація молодіжного Євро-2017 | -    |          |
| 13-10-2015 | Угерске Градіште   | Чехія      | 3 – 3     | Чорногорія | Кваліфікація молодіжного Євро-2017 | -    |          |
| 12-11-2015 | Яблонець-над-Нисою | Чехія      | 1 – 0     | Бельгія    | Кваліфікація молодіжного Євро-2017 | 1    | 74'      |
| 16-11-2015 | Оргіїв             | Молдова    | 1 – 3     | Чехія      | Кваліфікація молодіжного Євро-2017 | -    | 82'      |
| 25-3-2016  | Угерске Градіште   | Чехія      | 2 – 1     | Латвія     | Кваліфікація молодіжного Євро-2017 | 2    |          |
| 29-3-2016  | Та-Калі            | Мальта     | 0 – 7     | Чехія      | Кваліфікація молодіжного Євро-2017 | 3    |          |
| 1-9-2016   | Подгориця          | Чорногорія | 0 – 3     | Чехія      | Кваліфікація молодіжного Євро-2017 | 2    | 81'      |
| 6-9-2016   | Левен              | Бельгія    | 2 – 1     | Чехія      | Кваліфікація молодіжного Євро-2017 | -    |          |
| 18-6-2017  | Тихи               | Німеччина  | 2 – 0     | Чехія      | Молодіжне Євро-2017 - 1-й етап     | -    |          |
| 21-6-2017  | Тихи               | Чехія      | 3 – 1     | Італія     | Молодіжне Євро-2017 - 1-й етап     | -    | 83'      |
| 24-6-2017  | Тихи               | Чехія      | 2 – 4     | Данія      | Молодіжне Євро-2017 - 1-й етап     | 1    |          |
| Усього     |                    | Матчів     | 12        |            | Голів                              | 11   |          |

## Титули і досягнення
- Чемпіон Німеччини (1):

«Баєр 04»: 2023–24
- Володар Кубка Німеччини (1):

«Баєр 04»: 2023–24
- Володар Суперкубка Німеччини (1):

«Баєр 04»: 2024
- Найкращий бомбардир чемпіонату Європи: 2020 (5 голів, разом з Кріштіану Роналду)